# Hólmfríður Magnúsdóttir
Hólmfríður Magnúsdóttir (* 20. September 1984 in Reykjavík) ist eine isländische Fußballspielerin. Die Mittelfeldspielerin spielte für die isländische Nationalmannschaft.

## Vereinskarriere
Hólmfríður debütierte im Jahre 2001 für KR Reykjavík in der isländischen Liga. 2002 und 2003 gewann sie mit KR die Meisterschaft und gewann 2002 noch den Pokalwettbewerb. In der Saison 2005 spielte sie für ÍBV Vestmannaeyjar, bevor sie zu KR zurückkehrte. Zur Saison 2006/07 wechselte Hólmfríður zum dänischen Verein Fortuna Hjørring und kehrte anschließend erneut zu KR zurück. 2007 wurde sie zu Islands Fußballerin des Jahres gewählt. 2009 wechselte sie zum schwedischen Erstligisten Kristianstads DFF und spielte dort bis Dezember 2009. Zuvor hatte sie über 100 Tore in der isländischen Liga erzielt. Es folgte im Frühjahr 2010 ein Probetraining bei  Philadelphia Independence in der WPS und sie unterschrieb in Phily einen Vertrag. Nach anderthalb Jahren kehrte Hólmfríður im Juli nach Island zurück und spielte 2011 bei Valur Reykjavík. 2012 wechselte sie nach Norwegen zu Avaldsnes IL. 2017 kehrte sie nach Island zurück und spielte wieder für KR. 2018 blieb sie aufgrund ihrer Schwangerschaft ohne Einsatz und wechselte anschließend nach Selfoss.
Im August 2021 gab sie ihr Karriereende wegen erneuter Schwangerschaft bekannt. Im Spätsommer 2022 bestritt sie aber nochmals vier Ligaspiele für Selfoss.

## Nationalmannschaft
Ihr erstes Länderspiel absolvierte Hólmfríður am 16. Februar 2003 gegen die USA. Sie war Teil des Kaders bei der Fußball-Europameisterschaft der Frauen 2009 in Finnland. Hólmfríður stand bei allen drei Vorrundenspielen auf dem Platz. Die Mannschaft schied mit 0 Punkten aus dem Turnier aus, verlor dabei aber gegen Norwegen und Deutschland nur jeweils knapp mit 0:1.
Am 26. Oktober 2015 machte sie beim EM-Qualifikationsspiel gegen Slowenien ihr 100. Länderspiel. Am 15. Februar 2016 wurde sie zusammen mit Margrét Lára Viðarsdóttir, die bereits am 22. September 2015 ihr 100. Länderspiel bestritten hatte, dafür vom isländischen Verband geehrt.
Bei der  Fußball-Europameisterschaft der Frauen 2017 kam sie in den Spielen gegen Österreich und die Schweiz zum Einsatz. Danach wurde sie auch aufgrund ihrer Schwangerschaft erst im Oktober 2020 wieder berücksichtigt.

## Erfolge
- Isländische Pokalsiegerin 2011 (mit Valur), 2019 (mit Selfoss, Finaltorschützin)
- Isländische Superpokalsiegerin 2020 (mit Selfoss)

## Auszeichnungen
- 2010: Islands Fußballerin des Jahres